# Bódis Gáspár
Bódis Gáspár (Mezőtelegd, 1910. január 1. – Zaszlav, Szovjetunió, 1944. június) magyar orvos, orvosi szakíró.

## Életútja
Egyetemi tanulmányait Bukarestben és Kolozsvárott végezte; doktori értekezése a könnymirigy tuberkulózisáról 1934-ben románul jelent meg. Az Erdélyi Fiatalok munkatársa volt, népegészségügyi írásait itt tette közzé. A belényesi maláriaellenes osztag vezető orvosaként szerzett tapasztalatait foglalta össze A váltóláz vagy hidegrázás (malária) című kötetben (Hasznos Könyvtár 17. Brassó,  1937).